# 卡茲涅約夫
卡茲涅約夫是捷克的城鎮，位於該國西部，距離首府皮爾森20公里，由比爾森州負責管轄，面積12.3平方公里，海拔高度398米，該鎮在十九世紀發現煤礦，2006年人口3,115。

## 外部連結
- Municipal website（页面存档备份，存于）